# محافظة موقق
محافظة موقق هي إحدى محافظات منطقة حائل في السعودية، وعاصمتها الإدارية مدينة موقق.

## نبذة
تقع محافظة موقق جنوب غرب مدينة حائل وتبعد عنها حوالي 63 كم، ويبلغ عدد سكانها (16,835) نسمة حسب تعداد السعودية 2022، عدد السعوديين (14,317) نسمة، وعدد غير السعوديين (2,518) نسمة.

## المراكز والقرى التابعة
تضم المحافظة عدداً من المراكز والقرى والهجر، منها:
- الشقيق
- صحى
- الشارف
- الرضفين
- الفتخاء
- نايلات
- الصنيناء
- الحطي
- طوية
- المختلف
- بطحوين
- الجديدة
- جديه
- قمران
- النفس
- الصهوة
- جفيفاء
- القيعان
- جرمة
- المرمى
- الروض
- المليح
- الحفيرة
- دليهان
- الفرحانية
- صداء
- الغمياء
- الخبة
- سعيدان
- المحفر
- حبران
- السعدة
- المسلسل
- اللجاوي
- العويد
- الحفير
- شوط
- حية
- الجدية
- كهفه
- الغفيلية
- قصيريات
- روض العبد
- المسلاسل